# Gularia Bhindara
Gularia Bhindara là một thị xã và là một nagar panchayat của quận Pilibhit thuộc bang Uttar Pradesh, Ấn Độ.

## Nhân khẩu
Theo điều tra dân số năm 2001 của Ấn Độ, Gularia Bhindara có dân số 6509 người. Phái nam chiếm 55% tổng số dân và phái nữ chiếm 45%. Gularia Bhindara có tỷ lệ 60% biết đọc biết viết, cao hơn tỷ lệ trung bình toàn quốc là 59,5%: tỷ lệ cho phái nam là 66%, và tỷ lệ cho phái nữ là 51%. Tại Gularia Bhindara, 14% dân số nhỏ hơn 6 tuổi.